# Rangita
Rangita, död 1530, var en regerande drottning av kungariket Imerina på Madagaskar mellan 1520 och 1530.
Hon efterträdde sin far, kung Andrianmpandramanenitra. Hon efterträddes av sin dotter eller adoptivsyster Rafohy.  